# Traffic (film)
Ne pas confondre avec le film de Jacques Tati intitulé Trafic
Pour les articles homonymes, voir Traffic et Trafic.
Pour plus de détails, voir Fiche technique et Distribution.
Traffic (Trafic au Québec) est un film américano-allemand réalisé par Steven Soderbergh et sorti en 2000. Il s'agit de l'adaptation de la mini-série britannique Traffik (en) écrite par Simon Moore et diffusé en 1989 à la télévision.
L'intrigue mèle plusieurs histoires, toutes liées au trafic de drogue. Javier Rodriguez est un policier mexicain de Tijuana approché par un général « louche » de la lutte anti-drogue. Helena Ayala est la femme d'un riche homme d'affaires soudainement arrêté pour trafic de drogue. Montel Gordon est un policier américain qui essaie de remonter les filières du trafic. Robert Wakefield est chargé par le gouvernement des États-Unis de gérer la politique anti-drogue, et sa fille s'enfonce dans l’addiction à la drogue. Par le biais de ces différentes histoires, où certains personnages se croisent au fur et à mesure de l’avancement du film, le trafic de drogue entre les États-Unis et le Mexique est disséqué, en abordant ses aspects politiques nationaux et internationaux, militaire, financier, législatif, social, familial et personnel.
Le film a bénéficié de multiples récompenses dont quatre Oscars à Hollywood et un Ours d’argent à Berlin.

## Synopsis

### Intrigue mexicaine
Lors d'une opération dans le désert mexicain, deux policiers, Javier Rodriguez et Manolo Sanchez, interceptent une cargaison de drogue et arrêtent deux trafiquants. Ils sont interrompus par le général Salazar — un haut gradé de l’armée mexicaine — et ses hommes, qui s'emparent des prisonniers et la drogue. Le général propose ensuite à Javier une mission spéciale : capturer Frankie Flores, un dangereux tueur à gages du cartel de Tijuana, dirigé par les frères Obregón. Javier retrouve Flores dans un bar gay à San Diego ; il parvient à se rapprocher de lui par la séduction, puis le livre à Salazar. Flores, torturé, finit par donner les noms des membres du cartel de Tijuana. Plus tard, Javier et Manolo comprennent que Salazar travaille en réalité pour le cartel rival de Juárez. Manolo tente de transmettre cette information à la DEA, ce que désapprouve Javier ; Salazar l'apprend et fait exécuter Manolo dans le désert, sous les yeux de Javier. Celui-ci décide de coopérer avec les autorités américaines, et demande en échange que son quartier ait accès à l’électricité pour permettre aux jeunes de jouer au baseball en sécurité. Salazar est arrêté, puis Javier fait une déclaration publique sur la corruption généralisée au sein de la police et de l’armée. Le soir, il regarde les enfants jouer au baseball dans un stade, sous la lumière des projecteurs.

### Intrigue autour de la famille Wakefield
À Columbus dans l'Ohio, le juge conservateur Robert Wakefield est nommé par le gouvernement comme nouveau chef du Bureau national de lutte contre la drogue (en). Il s’installe à Washington, où il prend conscience de la complexité de la tâche qui l'attend. Il ignore en outre que sa propre fille Caroline est une toxicomane. Avec son petit ami Seth et leurs camarades, elle alterne entre diverses substances, jusqu’à ce que l'un d'eux fasse une overdose. Alors qu’ils tentent de l'abandonner devant un hôpital, ils finissent en garde à vue. Robert et sa femme Barbara peinent à faire face à la toxicomanie de leur fille, que Barbara soupçonnait en secret depuis plusieurs mois. Robert, impressionné par l’action du général Salazar contre les frères Obregón, se rend à la frontière à El Paso au Texas, puis au Mexique. Mais de retour dans l’Ohio, il apprend que Caroline s’est enfuie à Cincinnati après avoir volé de l’argent à ses parents pour acheter de la drogue. Accompagné de Seth, Robert part à sa recherche, et finit par la retrouver, presque inconsciente, en compagnie d’un homme plus âgé. Lors d’une conférence officielle, alors qu’il s’apprête à énoncer le plan présidentiel contre la drogue, Robert interrompt son discours en expliquant que lutter contre la drogue revient à faire la guerre à sa propre famille, et qu'il n'en est pas capable. Il quitte la tribune, rentre chez lui et accompagne Caroline à une réunion des Narcotiques anonymes, avec sa femme Barbara. Il prend la parole pour dire qu'ils sont venus soutenir leur fille et écouter.

### Intrigue autour de la famille Ayala et de la DEA
À San Diego, Montel Gordon et Ray Castro, deux agents de la DEA sous couverture, arrêtent le trafiquant Eduardo Ruiz. Ruiz accepte de témoigner contre Carl Ayala qui, sous couvert d'être un homme d'affaires respectable, est en réalité le principal distributeur américain des frères Obregón. Carl est arrêté devant sa femme enceinte Helena et leur fils. Arnie Metzger, un associé de Carl, assiste Helena et lui révèle la nature exacte des activités de son mari ; il l’invite à se comporter comme si rien n’avait changé, tout en gardant à l'esprit que la villa est sans doute sur écoute. Helena découvre l’étendue de l’univers criminel dans lequel elle est plongée. Craignant une condamnation à perpétuité de son mari et des représailles sur son fils, Helena engage Flores pour assassiner Ruiz. Flores piège la voiture de Ruiz mais son plan échoue et la bombe tue à la place l’agent Castro. Helena fait alors un marché avec le cartel Obregón, qui accepte de faire empoisonner Ruiz. Le procès s'achève sur un non-lieu, et Carl est libéré mais, convaincu qu'Arnie avait l'intention de le trahir, il envoie deux hommes armés lui rendre visite. L’agent Gordon fait ensuite irruption chez Carl pendant une fête organisée pour sa libération ; il s'ensuit une altercation avec les gardes de la famille Ayala, au cours de laquelle il parvient à placer un micro sous un bureau. Gordon s’éloigne de la villa, satisfait.

## Fiche technique
- Titre français et original : Traffic
- Titre québécois : Trafic
- Réalisation : Steven Soderbergh
- Scénario : Stephen Gaghan, d'après la mini-série britannique Traffik (en) écrite par Simon Moore
- Musique : Cliff Martinez (additionnelle : Jeff Rona)
- Décors : Philip Messina
- Costumes : Louise Frogley
- Photographie : Steven Soderbergh (crédité sous le nom de Peter Andrews)
- Montage : Stephen Mirrione
- Production : Laura Bickford, Marshall Herskovitz, Edward Zwick, Cameron Jones, Graham King, Andreas Klein, Mike Newell et Richard Solomon
- Sociétés de production : Bedford Falls Productions, Compulsion Inc., Initial Entertainment Group, Splendid Medien AG et USA Films
- Sociétés de distribution : USA Broadcasting, BAC Films, Alliance Atlantis Vivafilm et Alliance Atlantis ;  Suisse romande : Ascot Elite[1],[2]
- Budget : 48 millionsde USD
- Pays de production : Allemagne,  États-Unis
- Langues originales : anglais, espagnol
- Format : couleur - 1,85 : 1 - 35 mm - son DTS, Dolby Digital et SDDS
- Genre : policier, drame, film choral
- Durée : 148 minutes
- Dates de sortie :
  - États-Unis : 27 décembre 2000 (avant-première à Los Angeles et New York) ; 5 janvier 2001 (sortie nationale)
  - Canada : 5 janvier 2001
  - Belgique, France : 7 mars 2001

## Distribution
- Michael Douglas (VF : Patrick Floersheim ; VQ : Marc Bellier) : Robert Wakefield
- Benicio del Toro (VF : Boris Rehlinger ; VQ : Benoît Rousseau) : Javier Rodriguez
- Don Cheadle (VF : Christophe Aquilon ; VQ : James Hyndman) : Montel Gordon
- Catherine Zeta-Jones (VF : Marjorie Frantz ; VQ : Isabelle Leyrolles) : Helena Ayala
- Dennis Quaid (VF : Bernard Lanneau ; VQ : Hubert Gagnon) : Arnie Metzger
- Tomás Milián (VF : Raoul Delfosse) : le général Arturo Salazar
- Benjamin Bratt (VF : Diego Asencio) : Juan Obregon
- Luis Guzmán (VF : Enrique Carballido ; VQ : Manuel Tadros) : Ray Castro, le coéquipier de Gordon
- Miguel Ferrer (VF : Pierre-François Pistorio ; VQ : Jacques Lavallée) : Eduardo Ruiz, le témoin
- Clifton Collins Jr. (VQ : Louis-Philippe Eislagbaum) : Francisco Flores, le tueur
- Erika Christensen (VF : Barbara Villesange ; VQ : Catherine Bonneau) : Caroline Wakefield, la fille de Robert
- Topher Grace (VF : Cédric Dumond ; VQ : Patrice Dubois) : Seth Abrahms, le petit ami de Caroline
- Amy Irving (VF : Clara Borras) : Barbara Wakefield, la femme de Robert
- Steven Bauer (VF : François Dunoyer ; VQ : Paul-Antoine Cohen) : Carlos Ayala, le mari d'Helena
- Salma Hayek (VF : Ethel Houbiers ; VQ : Charlotte Leibowitz) : Rosario, la maîtresse de Madrigal
- Jacob Vargas : Manolo Sanchez, le coéquipier de Javier Rodriguez
- Marisol Padilla Sánchez (es) : Ana Sanchez, la femme de Manolo
- Majandra Delfino (VQ : Bridget Johnston) : Vanessa
- James Brolin : le général Ralph Landry
- Jsu Garcia : Pablo Obregón, le chef de cartel de Juárez
- Alec Roberts : David Ayala, le fils d'Helena et de Carlos
- Russell G. Jones : Mark, le fonctionnaire
- Elaine Kagan : Juge Reed
- Victor Quintero (VF : Emmanuel Gradi) : un soldat de Salazar
- Albert Finney (VF : Jean-Claude Sachot) : le chef de cabinet de la Maison-Blanche
- Michael O'Neill (VQ : William Lodwing) : l'avocat Rodman
- Barbara Boxer : elle-même
- James Pickens Jr. : Ben Williams
- Viola Davis : l'assistante sociale

Sources et légendes : version française (VF) sur Voxofilm, RS Doublage et AlloDoublage ; version québécoise (VQ) sur Doublage.qc.ca

## Production

### Développement
Steven Soderbergh veut depuis plusieurs années faire un film sur la lutte antidrogues mais pas sur des drogués. La productrice Laura Bickford acquiert ensuite les droits de la mini-série britannique Traffik (en), réalisée par Alastair Reid et diffusée en 1989 sur Channel 4. Ayant auparavant vu la série, Steven Soderbergh décide de l'adapter en film. Ils lisent ensuite un script de Stephen Gaghan intitulé Havoc sur de riches étudiants de Palisades Charter High School liés à des gangs. Steven Soderbergh approche alors Stephen Gaghan pour travailler sur son film, mais ce dernier est engagé sur un autre projet pour Edward Zwick. Laura Bickford et Steven Soderbergh contactent alors Edward Zwick, qui décide finalement de rejoindre leur projet comme producteur.
Le film devait à l'origine être distribué par la 20th Century Fox, sous réserve de l'engagement de Harrison Ford comme tête d'affiche. Steven Soderbergh tente alors de présenter le projet à d'autres studios. Tout est bouleversé lorsque l'acteur accepte finalement de participer au film. Malheureusement, le directeur général de la Fox, Bill Mechanic, quitte le studio alors que le script n'est pas encore finalisé. Le projet est alors mis en attente. De plus le studio exige quelques réécritures, que Steven Soderbergh refuse. Il décide donc de développer le film avec un autre studio. Mais la perspective d'un film de trois heures sur la lutte antidrogue séduit peu, selon Stephen Gaghan. Cependant, USA Films accepte d'emblée de financer le projet. Le studio alloue alors un budget d'environ 46 millions de dollars, contre seulement 25 millions pour la Fox.

### Attribution des rôles
Harrison Ford était envisagé pour le rôle du juge Wakefield, car Michael Douglas avait au départ refusé le rôle. Harrison Ford procède alors à quelques réécritures avec Steven Soderbergh pour développer son personnage. Finalement, il quitte le projet. Le rôle est alors repris par Michael Douglas, séduit par les ajouts au personnage.
Don Cheadle et Luis Guzmán ont déjà joué dans un film de Steven Soderbergh : Hors d'atteinte, sorti en 1998. Le second a également joué dans L'Anglais (1999).

### Tournage
Le tournage a lieu dans l'Ohio (Cincinnati, Cleveland, Colombus pour toutes les scènes de la famille Wakefield. D'autres scènes ont également été tournées à Los Angeles et San Diego (La Jolla…). Les scènes avec les membres du gouvernement américains sont faites à Washington, DC. D'autres scènes sont tournées à Nogales en Arizona, ainsi qu'en Californie (Pasadena), au Nouveau-Mexique (Las Cruces, San Ysidro).
La partie mexicaine est tournée à Nogales (Mexique), au Texas - notamment le parc national de Big Bend - et à San Diego.
Les scènes se déroulant à la Maison-Blanche ont été tournées sur le plateau de la série télévisée À la Maison-Blanche, qui possède une réplique exacte (bien que plus large, pour pouvoir manier librement les différentes caméras) de l'aile ouest de la Maison-Blanche.
Pour Traffic, Steven Soderbergh officie également comme directeur de la photographie, crédité sous le pseudonyme de Peter Andrews. Le réalisateur a opté pour ce choix pour vraiment réaliser sa vision : « J'ai toujours été intéressé par l'image. J'étais mon propre directeur de la photo lorsque je faisais mes courts métrages. J'ai été celui de Schizopolis. Et en raison du style que je voulais pour Traffic, j'ai pensé que je devais aussi assurer cette fonction. Je voulais une équipe technique la plus restreinte possible. J'aurais eu du mal à expliquer à un directeur de la photo ce que j'avais précisément à l'esprit. Je voulais trois styles visuels distincts correspondant à chacune des histoires. » À partir de ce film, Steven Soderbergh assurera lui-même la photographie de ses films.
Steven Soderbergh joue sur la teinte et la saturation de l'image pour distinguer les différents lieux de l'intrigue. Les scènes qui se déroulent au Mexique ont l'image au contraste très diminuée, limite brûlé et la teinte virée dans une dominantes ocre donnant un rendu caniculaire du désert. Elles sont filmées caméra à l’épaule donnant une image volontairement tremblante à la façon d'un reportage pris sur le vif. À l'inverse les scènes dans la jeunesse des milieux huppés américains et dans les lieux de pouvoir de Washington sont d'une température très froide avec un virage vers les bleus rendant un aspect très clinique. Les scènes qui se déroulent à San Diego ont une lumière naturelle surexposée avec des couleurs à peine lavées.

## Bande originale
La musique originale du film est composée par Cliff Martinez, qui a collaboré sur la plupart des précédents films de Steven Soderbergh, à l'exception de Hors d'atteinte et Erin Brockovich, seule contre tous. Flea, bassiste du groupe Red Hot Chili Peppers, ainsi que Herbie Hancock, participent à deux morceaux de l'album. L'album contient par ailleurs des chansons d'artistes de musique électronique comme Fatboy Slim ou Brian Eno.
Toutes les chansons sont écrites et composées par Cliff Martinez, sauf exceptions notées.
| 1.  | Helicopter                                                              |                    | 2:55  |
| 2.  | No Swinging The Club In The Car                                         |                    | 2:35  |
| 3.  | Immunity                                                                |                    | 1:25  |
| 4.  | What's Your Daughter On?                                                |                    | 3:51  |
| 5.  | You Two Don't Like Me                                                   |                    | 1:32  |
| 6.  | La Cagaste                                                              |                    | 2:56  |
| 7.  | The West End                                                            |                    | 2:38  |
| 8.  | I Know She's In There                                                   |                    | 3:07  |
| 9.  | La Pura Verdad                                                          |                    | 2:35  |
| 10. | Just Shoot Him                                                          |                    | 3:05  |
| 11. | Loading The Plane                                                       |                    | 1:50  |
| 12. | I Can't Do This                                                         |                    | 1:46  |
| 13. | The Police Won't Find Your Car                                          |                    | 3:55  |
| 14. | Sonate pour piano n°1 en fa mineur (composée par Ludwig van Beethoven)  | Wilhelm Kempff     | 6:32  |
| 15. | On The Rhodes Again                                                     | Morcheeba          | 7:01  |
| 16. | Give The Po' Man A Break                                                | Fatboy Slim        | 5:50  |
| 17. | Going Under (Evil Love And Insanity Dub) (Kruder und Dorfmeister remix) | Rockers Hi-Fi (en) | 4:33  |
| 18. | An Ending (Ascent)                                                      | Brian Eno          | 14:33 |
| 19. | Film dialogue (morceau caché)                                           |                    | 0:12  |

## Accueil

### Critique
Dès sa sortie, le film fut acclamé par la presse, la critique et les spectateurs. Le site Rotten Tomatoes lui attribue 92 % d'opinions positives. Sur Metacritic, Traffic obtient une moyenne de 86⁄100, pour 34 critiques. Le célèbre critique américain Roger Ebert donne une note de 4 étoiles sur 4 et met en avant la précision du film.
Sur le site français Allociné, le film obtient une moyenne 4,2⁄5, pour 22 titres de presse recensés.
Selon le Monde, « Traffic montre une fois de plus le talent immense de Steven Soderbergh pour emprunter un matériau extérieur et le fondre dans une œuvre personnelle. »A l’occasion de sa diffusion sur Arte, les Inrocks estiment que « Soderbergh invente avec ce long-métrage un style de film choral d’un genre nouveau, où la mondialisation est plus qu’une toile de fond; elle est la matière même autour de laquelle tout se construit. »

### Box-office
| Pays ou région    | Box-office        | Date d'arrêt du box-office | Nombre de semaines |
| ----------------- | ----------------- | -------------------------- | ------------------ |
| France            | 1 938 732 entrées | 2 mai 2001                 | 9                  |
| États-Unis Canada | 124 115 725 $     | 14 juin 2001               | 24                 |
| Total mondial     | 207 515 725 $     | -                          | -                  |

## Distinctions principales
Source : Internet Movie Database

### Récompenses
- New York Film Critics Circle Awards 2000 : meilleur réalisateur (Steven Soderbergh), meilleur second rôle masculin (Benicio del Toro)
- Oscars 2001 : meilleur réalisateur (Steven Soderbergh), meilleur second rôle masculin (Benicio del Toro[27]), meilleur scénario adapté et meilleur montage
- Berlinale 2001 : Ours d'argent du meilleur acteur (Benicio del Toro)
- Golden Globes 2001 : meilleur second rôle masculin (Benicio del Toro) et meilleur scénario adapté
- MTV Movie & TV Awards 2001 : meilleure révélation féminine pour Erika Christensen
- Kinema Junpo Awards 2002 : meilleur film étranger et meilleur réalisateur étranger (Steven Soderbergh)
- Screen Actors Guild Awards 2001 : meilleure distribution d'acteurs et actrices
- Prix Edgar-Allan-Poe 2001 : meilleur scénario

### Nominations
- Oscars 2001 : meilleur film
- Golden Globes 2001 : meilleur drame, meilleur second rôle féminin (Catherine Zeta-Jones)
- César 2002 : meilleur film étranger

## Commentaire
L'accusation abandonne les poursuites contre le baron de la drogue Ayala car Ruiz, l'unique témoin qui avait accepté de l'accuser, est mort assassiné avant d’avoir pu déposer : aux États-Unis, cette procédure est appelée nolle prosequi (en latin : on ne poursuit pas).

## Série télévisée
Le film a été suivi d'une mini-série tournée sur le même modèle de trois histoires qui s'entrecroisent. Elle a été diffusée sur USA Network dès janvier 2004.

## Article annexe
- Psychotrope au cinéma et à la télévision